# یوجی‌سی ۸۳۱۳
یوجی‌سی ۸۳۱۳ یک کهکشان مارپیچی است که در صورت فلکی تازی‌ها قرار دارد. این کهکشان جزئی از گروه مسیه ۵۱ کهکشان‌ها است.